# Foreste miste baltiche
Le foreste miste baltiche sono un'ecoregione dell'ecozona paleartica, definita dal WWF (codice ecoregione: PA0405), situata lungo la sponda meridionale del mar Baltico.

## Territorio
È un'ecoregione di foresta temperata che occupa 116.600 km². Occupa la regione della Scania, all'estremità meridionale della Svezia, le regioni settentrionali e orientali della penisola dello Jutland e le isole danesi del Baltico, e la costa baltica di Germania e Polonia a nord dei fiumi Elba e Oder. Come altre ecoregioni europee situate a questa latitudine, l'ecoregione delle foreste miste baltiche si trova in una zona temperata posta molto più a nord di aree simili corrispondenti della parte occidentale del continente eurasiatico o del Nordamerica orientale. Costituita sia da foreste che da zone umide, questa ecoregione presenta molti habitat differenti e, di conseguenza, una grande varietà di specie. Uccelli acquatici, marini e limicoli, sia migratori che nidificanti, visitano questa regione ogni anno, e di conseguenza BirdLife International vi ha designato 32 Important Bird and Biodiversity Area.

## Flora
La parte di questa ecoregione situata lungo le coste meridionali del Baltico presenta terreni piuttosto pianeggianti e suoli acidi su cui si sviluppano foreste miste di faggi (Fagus spp.) e di querce (Quercus spp.). Nell'interno, la vegetazione muta, cedendo il passo a carpini bianchi (Carpinus betulus), pini silvestri (Pinus sylvestris), tigli (Tilia spp.), centocchio comune (Stellaria media) e cerretta comune (Serratula tinctoria). Numerosi piccoli fiumi costieri creano laghi e zone umide, aggiungendo diversità agli habitat e alla vegetazione.

## Fauna
La maggior parte delle specie animali di questa ecoregione vive nelle zone umide. Due rane, la rana di Lessona (Pelophylax lessonae) e la rana arvale (Rana arvalis), sono considerate specie minacciate. Il visone europeo (Mustela lutreola), che vive soprattutto in zone ripariali, è in pericolo di estinzione. Ironicamente, una delle cause della sua scomparsa è la competizione con il visone americano (Neovison vison). Quest'ultimo, rilasciato in natura in alcuni Paesi europei o fuggito dagli allevamenti in altri, compete con il cugino europeo per l'habitat e il cibo. Il tarabuso (Botaurus stellaris) vive nascosto nei canneti dando la caccia a pesci, rane e altri piccoli animali. Questa e alcune altre specie di uccelli nidificano qui e migrano verso sud per l'inverno. Altri uccelli che vivono in questa ecoregione sono l'airone cenerino (Ardea cinerea) e il cigno reale (Cygnus olor). I rapaci, come l'astore (Accipiter gentilis) e la poiana (Buteo buteo), catturano una grande varietà di uccelli, roditori, serpenti, anfibi e altre creature di dimensioni medio-piccole. Molti uccelli migratori passano attraverso questa regione, sfruttando i suoi numerosi habitat umidi.

## Conservazione

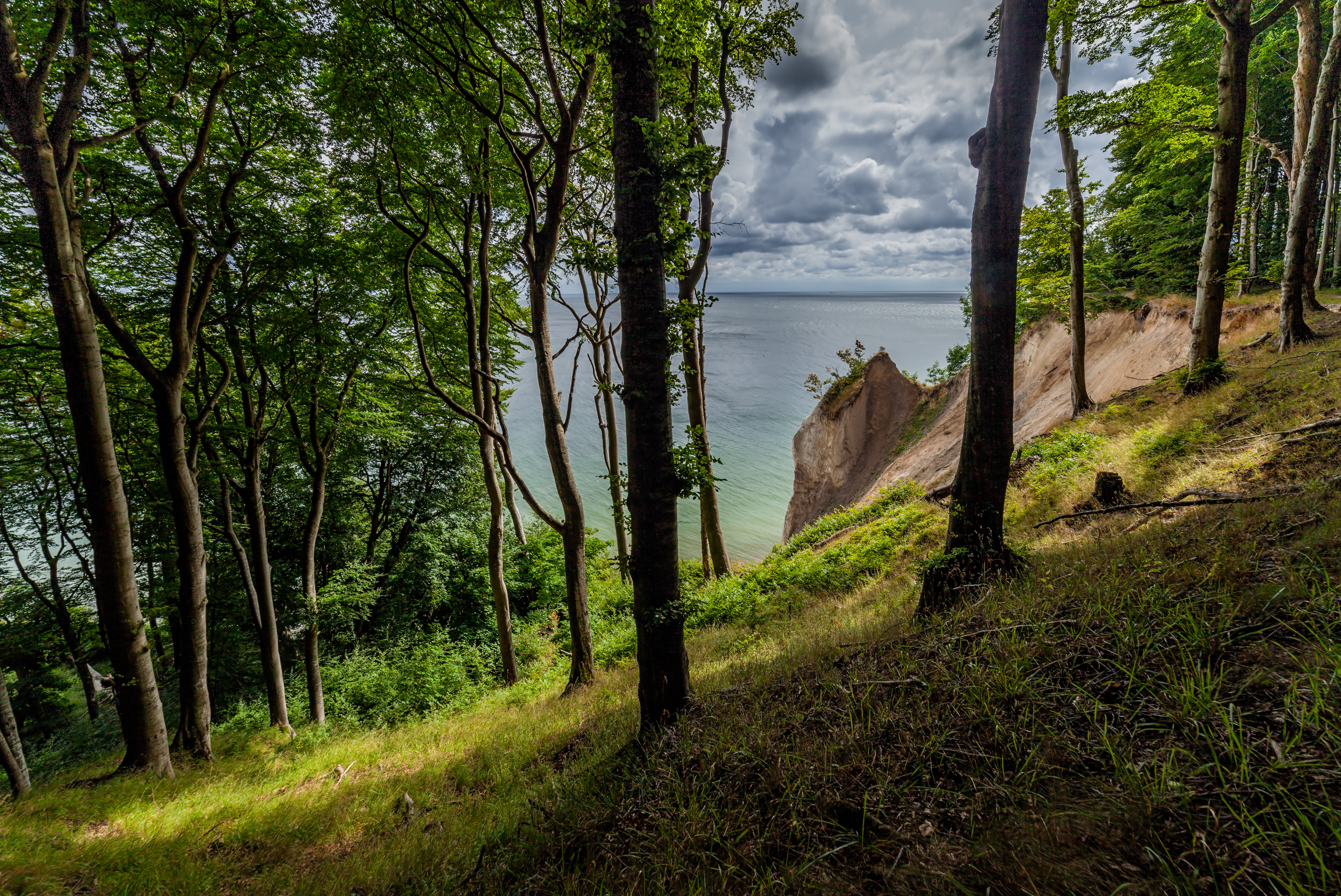
Vegetazione costiera nel parco nazionale di Jasmund, Germania

Questa ecoregione necessita al più presto di programmi di conservazione. L'uomo ne ha sfruttato il territorio per secoli. Una delle principali cause di minaccia per l'area è l'inquinamento delle zone umide e dei corsi d'acqua a opera di agricoltura, industria, scarichi domestici e centri di itticoltura. Lo sfruttamento del territorio e le modifiche ad esso apportate da turismo, agricoltura, caccia, raccolta di uova, nonché la bonifica delle zone umide, rischiano di frammentare e danneggiare le poche aree di habitat intatto rimaste.